# Sindaci di Pazzano
Di seguito l'elenco cronologico dei sindaci di Pazzano e delle altre figure apicali equivalenti che si sono succedute nel corso della storia.

## Lista dei Sindaci di Pazzano

### Regno di Napoli (1302-1816)

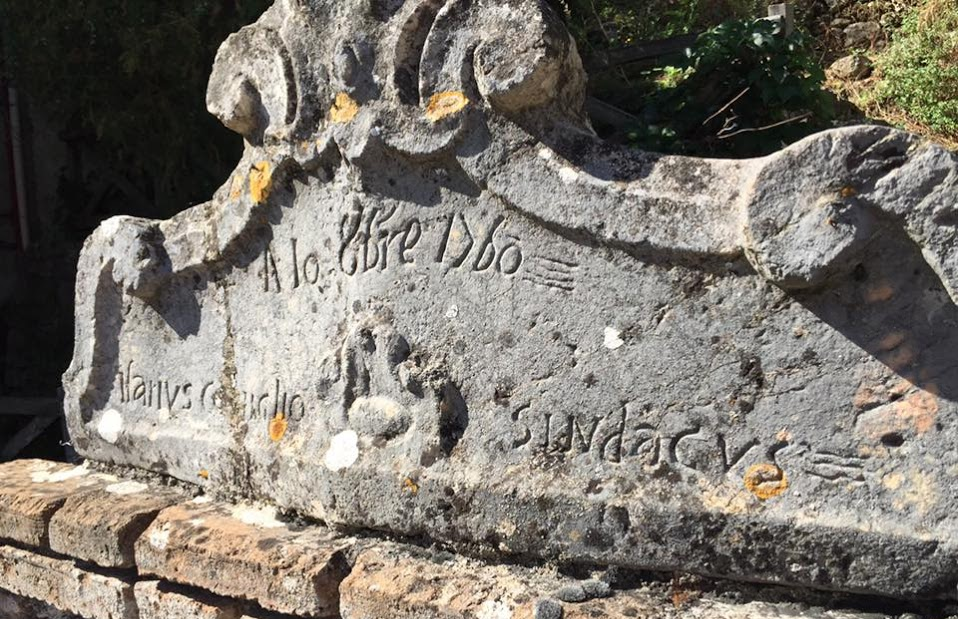
Cimasa della fontana vecchia con indicato il sindacus del casale, Ilario Coniglio, che fece erigere la medesima fontana nel 1760. (Foto di Elia Fiorenza)

| Nominativo                                          | Partito                                             | Mandato                                             | Mandato                                             |
| Nominativo                                          | Partito                                             | Inizio                                              | Fine                                                |
| Sindaci del casale di Pazzano (dipendente da Stilo) | Sindaci del casale di Pazzano (dipendente da Stilo) | Sindaci del casale di Pazzano (dipendente da Stilo) | Sindaci del casale di Pazzano (dipendente da Stilo) |
| --------------------------------------------------- | --------------------------------------------------- | --------------------------------------------------- | --------------------------------------------------- |
| Nicola Tassone                                      | -                                                   | 1727                                                | 1727                                                |
| Ilario Coniglio                                     | -                                                   | 1760                                                | 1760                                                |
| Sindaci con comuno autonomo                         |                                                     |                                                     |                                                     |
| Giuseppe Certomà                                    | –                                                   | 1809                                                | 1809                                                |
| Nicola Pisano                                       | –                                                   | 1810                                                | 1810                                                |
| Tommaso Graziani                                    | –                                                   | 1811                                                | 1811                                                |
| Pasquale Tassone                                    | –                                                   | 1813                                                | 1813                                                |

### Regno delle Due Sicilie (1816-1861)
| Nominativo            | Partito | Mandato | Mandato |
| Nominativo            | Partito | Inizio  | Fine    |
| --------------------- | ------- | ------- | ------- |
| Tommaso Graziani      | –       | 1817    | 1817    |
| Salvatore Bombardiere | –       | 1819    | 1819    |
| Tommaso Graziani      | –       | 1822    | 1822    |
| Nicola Tassone        | –       | 1824    | 1824    |
| Nicola Micelotta      | –       | 1825    | 1825    |
| Giuseppe Vavalà       | –       | 1826    | 1826    |
| Tommaso Graziani      | –       | 1827    | 1827    |
| Raffaele De Francesco | –       | 1829    | 1829    |
| Ilario Papello        | –       | 1832    | 1832    |
| Tommaso Graziani      | –       | 1833    | 1833    |
| Ilario Papello        | –       | 1835    | 1835    |
| Domenico Valenti      | –       | 1836    | 1836    |
| Francesco Franco      | –       | 1839    | 1839    |
| Francesco Franco      | –       | 1840    | 1840    |
| B. Bombardieri        | –       | 1840    | 1840    |
| Tommaso Lentini       | –       | 1841    | 1841    |
| Tommaso Graziani      | –       | 1842    | 1842    |
| Francesco Franco      | –       | 1843    | 1843    |
| Vincenzo Leotta       | –       | 1844    | 1844    |
| Giambattista Vavalà   | –       | 1848    | 1848    |
| Vincenzo Lentini      | –       | 1855    | 1855    |
| Rocco Pisano          | –       | 1858    | 1858    |
| Giambattista Vavalà   | –       | 1860    | 1860    |

### Regno d'Italia (1861-1946)
| Sindaci nominati dal governo (1861-1890)                           | Sindaci nominati dal governo (1861-1890) | Sindaci nominati dal governo (1861-1890) | Sindaci nominati dal governo (1861-1890) |
| Nominativo                                                         | Partito                                  | Mandato                                  | Mandato                                  |
| Nominativo                                                         | Partito                                  | Inizio                                   | Fine                                     |
| ------------------------------------------------------------------ | ---------------------------------------- | ---------------------------------------- | ---------------------------------------- |
| Rocco Graziani                                                     | –                                        | 1871                                     | 1871                                     |
| Francesco Micelotta                                                | –                                        | 1871                                     | 1871                                     |
| Francesco Graziani                                                 | –                                        | 1872                                     | 1872                                     |
| Giuseppe Vavalà                                                    | –                                        | 1873                                     | 1873                                     |
| Sindaci eletti dal consiglio comunale (1890-1926)                  |                                          |                                          |                                          |
| Nominativo                                                         | Partito                                  | Mandato                                  | Mandato                                  |
| Nominativo                                                         | Partito                                  | Inizio                                   | Fine                                     |
| Antonio Franco                                                     | –                                        | 1897                                     | 1897                                     |
| Antonio Alecci                                                     | –                                        | 1905                                     | 1905                                     |
| Francesco Franco (Commissario prefettizio)                         | –                                        | 1907                                     | 1907                                     |
| Rocco Taverniti (Commissario prefettizio)                          | –                                        | 1911                                     | 1911                                     |
| Francesco Vavalà                                                   | –                                        | 1914                                     | 1914                                     |
| Demetrio Cardea (Commissario prefettizio)                          | –                                        | 1924                                     | 1924                                     |
| Salvatore Taverniti                                                | –                                        | 1925                                     | 1925                                     |
| Podestà nominati dal governo (1926-1944)                           |                                          |                                          |                                          |
| Nominativo                                                         | Partito                                  | Mandato                                  | Mandato                                  |
| Nominativo                                                         | Partito                                  | Inizio                                   | Fine                                     |
| Mario Taverniti                                                    | –                                        | 1926                                     | 1926                                     |
| Raffaele Citarelli                                                 | –                                        | 1927                                     | 1927                                     |
| Raffaele Citarelli                                                 | –                                        | 1930                                     | 1930                                     |
| Mario Taverniti                                                    | –                                        | 1930                                     | 1930                                     |
| Mario Taverniti                                                    | –                                        | 1931                                     | 1931                                     |
| Francesco Franco (Commissario prefettizio)                         | –                                        | 1934                                     | 1934                                     |
| Francesco Franco (Commissario prefettizio)                         | –                                        | 1936                                     | 1936                                     |
| Francesco Filocamo                                                 | –                                        | 1938                                     | 1938                                     |
| Francesco Fiorenza                                                 | –                                        | 1943                                     | 1943                                     |
| Sindaci nominati dal Comitato di Liberazione Nazionale (1944-1946) |                                          |                                          |                                          |
| Nominativo                                                         | Partito                                  | Mandato                                  | Mandato                                  |
| Nominativo                                                         | Partito                                  | Inizio                                   | Fine                                     |
| Emilio Amato                                                       | –                                        | 1944                                     | 1944                                     |

### Repubblica italiana (dal 1946)
| Sindaci eletti dal consiglio comunale (1946-1995)    | Sindaci eletti dal consiglio comunale (1946-1995) | Sindaci eletti dal consiglio comunale (1946-1995) | Sindaci eletti dal consiglio comunale (1946-1995) | Sindaci eletti dal consiglio comunale (1946-1995) | Sindaci eletti dal consiglio comunale (1946-1995) |
| Nominativo                                           | Nominativo                                        | Partito                                           | Partito                                           | Mandato                                           | Mandato                                           |
| Nominativo                                           | Nominativo                                        | Partito                                           | Partito                                           | Inizio                                            | Fine                                              |
| ---------------------------------------------------- | ------------------------------------------------- | ------------------------------------------------- | ------------------------------------------------- | ------------------------------------------------- | ------------------------------------------------- |
|                                                      | Rocco Micelotta                                   |                                                   | Democrazia Cristiana                              | 1946                                              | 1946                                              |
|                                                      | Remo Taverniti                                    |                                                   | Partito Liberale Italiano                         | 1956                                              | 1956                                              |
|                                                      | Libero Taverniti                                  | –                                                 | –                                                 | 1961                                              | 1961                                              |
|                                                      | Ilario Papello                                    |                                                   | Partito Comunista Italiano                        | 1964                                              | 1964                                              |
|                                                      | Francesco Russo                                   |                                                   | Democrazia Cristiana                              | 1970                                              | 1970                                              |
|                                                      | Stefano Zannino                                   |                                                   | Democrazia Cristiana                              | 1971                                              | 1971                                              |
|                                                      | Francesco Zannino                                 |                                                   | Democrazia Cristiana                              | 1973                                              | 1973                                              |
| 1978                                                 | Francesco Zannino                                 |                                                   | Democrazia Cristiana                              |                                                   |                                                   |
|                                                      | Salvatore Fiorenza                                |                                                   | Partito Socialista Italiano                       | 1984                                              | 1984                                              |
|                                                      | Salvatore Tassone                                 |                                                   | Democrazia Cristiana                              | 28 gennaio 1986                                   | 22 maggio 1991                                    |
| 22 maggio 1991                                       | Salvatore Tassone                                 | 10 giugno 1996                                    | Democrazia Cristiana                              |                                                   |                                                   |
| Sindaci eletti direttamente dai cittadini (dal 1995) |                                                   |                                                   |                                                   |                                                   |                                                   |
| Nominativo                                           | Nominativo                                        | Lista                                             | Lista                                             | Mandato                                           | Mandato                                           |
| Nominativo                                           | Nominativo                                        | Lista                                             | Lista                                             | Inizio                                            | Fine                                              |
|                                                      | Salvatore Zannino                                 |                                                   | Lista civica                                      | 10 giugno 1996                                    | 17 aprile 2000                                    |
|                                                      | Salvatore Zannino                                 | Lista civica di centro-sinistra                   | 17 aprile 2000                                    | 5 aprile 2005                                     |                                                   |
|                                                      | Salvatore Fiorenza                                |                                                   | Lista civica                                      | 5 aprile 2005                                     | 22 gennaio 2010                                   |
|                                                      | Salvatore Del Giglio (Commissario straordinario)  | –                                                 | –                                                 | 22 gennaio 2010                                   | 30 marzo 2010                                     |
|                                                      | Franco Depace                                     |                                                   | Lista civica                                      | 30 marzo 2010                                     | 1 giugno 2015                                     |
|                                                      | Alessandro Taverniti                              |                                                   | Lista civica                                      | 1 giugno 2015                                     | 22 settembre 2020                                 |
|                                                      | Francesco Valenti                                 |                                                   | Lista civica                                      | 22 settembre 2020                                 | in carica                                         |